# 阿科斯塔冰川
71°58′S 100°55′W / 71.967°S 100.917°W
阿科斯塔冰川是南極洲的冰川，位於埃爾斯沃思地，處於戴爾角以東，全長3公里，流經瑟斯頓島，以美國地質調查局的圖像專家命名。